# エレーナ・バシュキロワ
エレーナ・バシュキロワ（ロシア語: Еле́на Дми́триевна Башки́рова, ラテン文字転写: Elena Bashkirova, 1958年 - ）は、モスクワ出身のロシア人ピアニスト。

## 人物
父親は著名なピアノ教師ドミトリー・バシキーロフ。父親についてモスクワ音楽院に学んだ。ヴァイオリニストのギドン・クレーメルのパートナーを務め、結婚するが西側への亡命を果たしてから離婚。ジャクリーヌ・デュ・プレの晩年からダニエル・バレンボイムと関係を深め、その子を産んだ後に1988年に再婚し、アルゼンチン国籍となる。
バレンボイムとの間に息子が2人おり、1人はクラシック音楽家に、もう1人はドイツのヒップホップバンド『レヴェル8』のマネージャーになった。
ベルリンのメトロポリス・アンサンブルの創設者であり、1998年よりエルサレム国際室内楽フェスティバルの創設者兼芸術監督を務める。